# Soquete (arqueologia)
Soquete, em arqueologia, é um buraco feito com o objetivo de fazer uma marcação num artefato. Essa marcação pode ser utilizada para fazer medidas e comparações entre achados arqueológicos. Um soquete é geralmente fechado em uma das extremidades para fazer um contraste entre dois elementos no mesmo artefato.

## Etimologia e Outros Significados
"Soquete" deriva do inglês socket [carece de fontes?], que também descreve um buraco para estudo de um achado. Ainda dentro do contexto da arqueologia, a palavra "soquete" pode ter diversos significados:
- Um soquete também pode ser um espaço vazio num artefato onde são feitas marcações, nesse caso o buraco não é a própria marcação, mas seu suporte.[1]
- Soquete, no contexto de Machado de Soquete, também se refere a um buraco, mas que foi feito na empunhadura para sustentar a cabeça do Machado, e não para marcação arqueológica.[1]
- Soquete, no contexto de Lança de Soquete, tem um significado similar ao que tem no contexto de machado de soquete, mas nesse caso é feito na cabeça da arma e não na empunhadura.[1]

## Soquetes em diferentes momentos históricos
Os soquetes estão presentes na história desde a Idade do Bronze, principalmente na Europa. Nesse período os buracos tinham como objetivo dar suporte às cabeças das armas, como no machado de soquete e na lança de soquete. Estudos da Universidade de Waterloo no Ártico mostram que soquetes tubulares também eram utilizados pelos povos que ali viveram em harpões, com a mesma finalidade. Lá foram encontrados dois fragmentos contendo os buracos. O sítio arqueológico da Toca do Índio, em Andrelândia, possui vários artefatos e construções com soquetes.